# Tháp năng lượng mặt trời

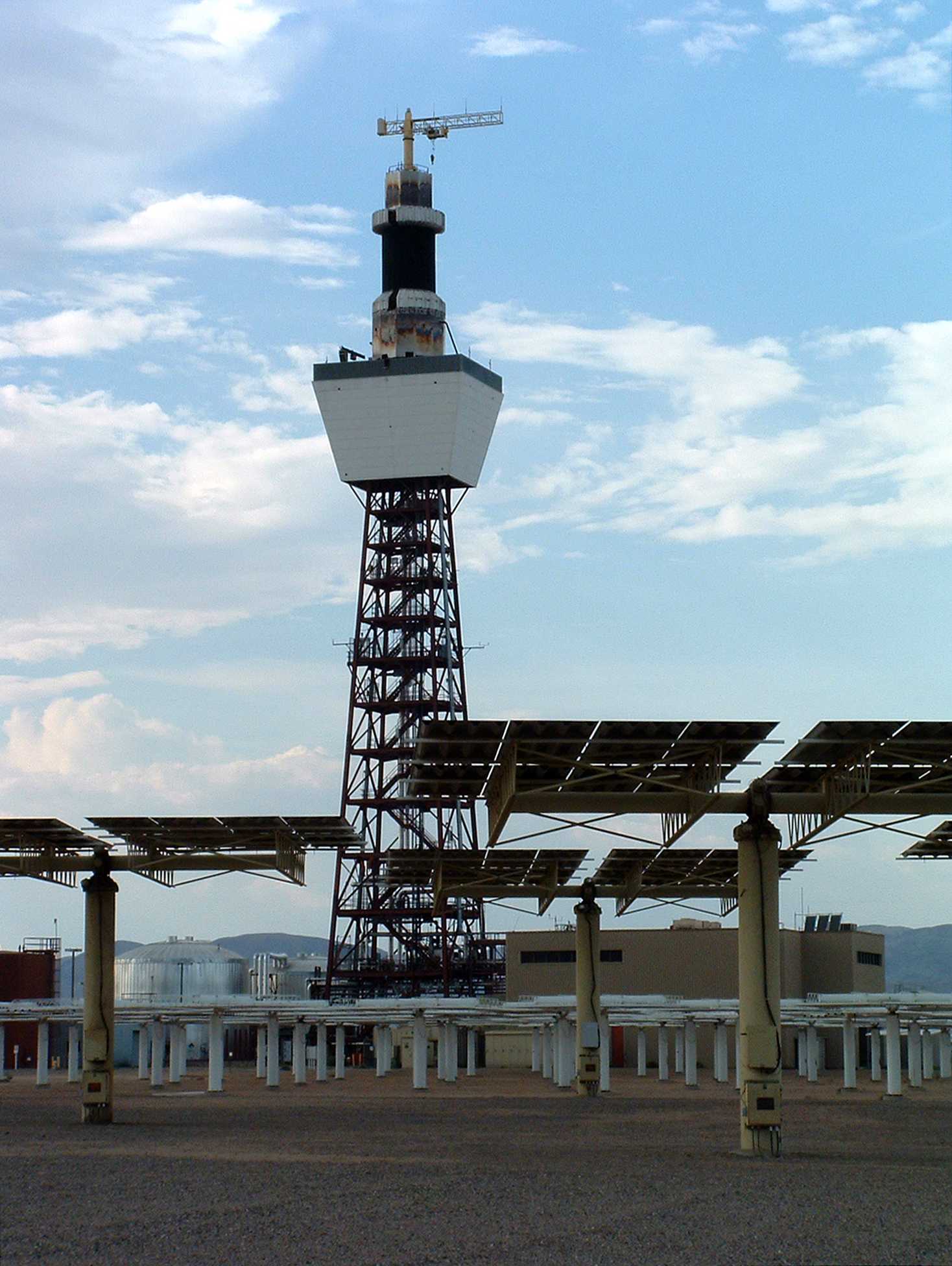
Nhà máy điện năng lượng mặt trời Solar Two gần Barstow, California hiện đã ngưng hoạt động.

Tháp năng lượng mặt trời (tiếng Anh: Solar power tower) là một loại lò năng lượng mặt trời sử dụng một cột (hoặc dàn) tháp để nhận được ánh sáng mặt trời tập trung. Tháp năng lượng mặt trời sử dụng những tấm gương phẳng, di chuyển được (gọi là kính định nhật) trải ra diện tích xung quanh để tập trung tia nắng mặt trời đến tháp (nơi tiếp nhận). Nhiệt năng mặt trời được tập trung lại có thể xem là một trong những giải pháp khả thi sản xuất năng lượng tái tạo, năng lượng không gây ô nhiễm với công nghệ hiện nay.
Những thiết kế đầu tiên ứng dụng các tia năng lượng tập trung này để đun nước, và lấy hơi nước sinh ra chạy tua bin. Những thiết kế mới hơn sử dụng dung dịch natri đã được kiểm nghiệm, cùng các hệ thống sử dụng muối nóng chảy (40% kali nitrat, 60% natri nitrat) làm chất lỏng vận hành. Các chất lỏng này có khả năng chịu nhiệt cao, có thể là nơi lưu trữ năng lượng trước khi dùng để đun sôi nước chạy tua bin. Những thiết kế này hỗ trợ khả năng tạo ra điện ngay cả khi mặt trời không chiếu sáng.

## Liên kết của các cơ quan
- CSIRO > Divisions > CSIRO Energy Technology Lưu trữ ngày 27 tháng 9 năm 2010 tại Wayback Machine
- Promes Laboratory > Facilities > Solar concentrators > Themis Lưu trữ ngày 6 tháng 1 năm 2013 tại archive.today
- PSA > Facilities > Central Receiver Lưu trữ ngày 23 tháng 9 năm 2010 tại Wayback Machine
- Sandia National Laboratory > National Solar Thermal Test Facility > Central Receiver Test Facility > Heliostats and tower capabilities Lưu trữ ngày 22 tháng 11 năm 2010 tại Wayback Machine
- Weizmann Institute > Environmental Sciences & Energy Research > Research > Energy Research Lưu trữ ngày 25 tháng 1 năm 2010 tại Wayback Machine

## Liên kết thương mại
- Abengoa Solar > Technologies > Concentrating Solar Power > Power Tower[liên kết hỏng]
- Aora-Solar
- BrightSource Energy > Technology > How LPT Works Lưu trữ ngày 2 tháng 4 năm 2009 tại Wayback Machine
- Desertec > Concept > Technologies Lưu trữ ngày 11 tháng 1 năm 2011 tại Wayback Machine
- Device Logic Lưu trữ ngày 6 tháng 7 năm 2011 tại Wayback Machine
- eSolar > Our Projects
- Kraftanlagen München > Field of activities > Renewable energies > Solar thermal power plants > Jülich experimental power plant Lưu trữ ngày 19 tháng 7 năm 2011 tại Wayback Machine
- Nur Energie > Projects > Tunisia
- SENER > Projects > Gemasolar
- Solar Reserve > Technology
- Torresol Energy > Technologies > Own technologies > Central-tower technology Lưu trữ ngày 21 tháng 4 năm 2013 tại Wayback Machine
- Experimental Solar Thermal Power Plant Jülich (Kraftanlagen München) - YouTube